# 1978년 일본 프로 야구 올스타전
1978년 일본 프로 야구 올스타전은 1978년 7월 22일과 7월 23일, 7월 25일에 열린 일본 프로 야구의 올스타전 경기이다.

## 개요
전년도 일본 시리즈 정상에 오른 한큐 브레이브스의 우에다 도시하루 감독이 퍼시픽 리그 올스타팀을, 그리고 2년 연속 센트럴 리그 연패를 달성한 요미우리 자이언츠의 나가시마 시게오 감독이 센트럴 리그 올스타팀의 지휘봉을 잡을 예정이었으나 우에다가 올스타전 직전에 갑작스런 건강 문제로 인해 병원에 입원하면서 난카이 호크스의 히로세 요시노리 감독이 감독 대행으로서의 퍼시픽 리그 올스타팀을 지휘했다.
팬 투표 시작과 함께 닛폰햄 구단이 자기 팀 선수들을 뽑아달라고 팬들에게 적극적으로 독려한 결과, 단일 구단으로서는 역대 최다인 8개 포지션을 닛폰햄 선수들이 대거 차지하는 결과를 낳았다. 그러나 이것이 ‘팬투표의 공정성이 결여된다’라는 이유로 논란이 커지면서 사태를 심각하게 바라본 닛폰햄측이 두 명의 선수를 올스타전 출전 명단에서 제외시키기로 결정했다.
| 포지션 | 성명              | 비고      |
| ------ | ----------------- | --------- |
| 투수   | 다카하시 나오키   | -         |
| 포수   | 가토 도시오       | -         |
| 1루수  | 가시와바라 준이치 | -         |
| 2루수  | 도미타 마사루     | -         |
| 3루수  | 후루야 히데오     | 출전 포기 |
| 유격수 | 스가노 미쓰오     | 출전 포기 |
| 외야수 | 바비 미첼         | -         |
| 외야수 | 센도 미키오       | -         |

※또한 외야수에서의 남은 1개 포지션은 한큐의 후쿠모토 유타카가 차지했다.
1차전에서는 센트럴 올스타팀의 7번 아드리안 가렛(히로시마)이 삼진을 거쳐 올스타전 기록이 되는 한 경기에서의 3개 홈런을 날렸다. 그 흥분이 가라앉지 않은 3차전에서 이번에는 같은 센트럴 올스타팀의 가케후 마사유키(한신)가 3타석 연속 홈런을 날렸는데 이 또한 올스타전 기록이다. 이에 맞선 퍼시픽 올스타팀도 2차전에서 야마다 히사시(한큐) - 스즈키 게이시(긴테쓰) - 히가시오 오사무(크라운)로 이어진 투수 릴레이로 센트럴 올스타팀에게 완봉승을 거뒀다. 2차전 MVP는 5타수 3안타 4타점의 맹활약을 보인 미노다 고지(한큐)가 선정됐다.

## 출장 선수
| 센트럴 리그 | 센트럴 리그       | 센트럴 리그 | 센트럴 리그 |
| ----------- | ----------------- | ----------- | ----------- |
| 감독        | 나가시마 시게오   | 요미우리    |             |
| 코치        | 히로오카 다쓰로   | 야쿠르트    |             |
| 코치        | 나카 도시오       | 주니치      |             |
| 투수        | 스즈키 야스지로   | 야쿠르트    | 2           |
| 투수        | 고바야시 시게루   | 요미우리    | 3           |
| 투수        | 니우라 히사오     | 요미우리    | 3           |
| 투수        | 이하라 신이치로   | 야쿠르트    | 첫 출장     |
| 투수        | 스즈키 다카마사   | 주니치      | 4           |
| 투수        | 도노우에 데라시   | 주니치      | 첫 출장     |
| 투수        | 야마모토 가즈유키 | 한신        | 2           |
| 투수        | 마쓰바라 아키오   | 히로시마    | 첫 출장     |
| 투수        | 에나쓰 유타카     | 히로시마    | 11          |
| 투수        | 사이토 아키오     | 다이요      | 첫 출장     |
| 투수        | 노무라 오사무     | 다이요      | 3           |
| 투수        | 다카하시 시게유키 | 다이요      | 3           |
| 포수        | 다부치 고이치     | 한신        | 9           |
| 포수        | 오야 아키히코     | 야쿠르트    | 5           |
| 포수        | 기마타 다쓰히코   | 주니치      | 7           |
| 1루수       | 오 사다하루       | 요미우리    | 19          |
| 2루수       | D. 힐튼           | 야쿠르트    | 첫 출장     |
| 3루수       | 스미 후지오       | 야쿠르트    | 첫 출장     |
| 유격수      | 야마시타 다이스케 | 다이요      | 3           |
| 내야수      | 마쓰바라 마코토   | 다이요      | 11          |
| 내야수      | 가케후 마사유키   | 한신        | 3           |
| 내야수      | 고노 가즈마사     | 요미우리    | 2           |
| 외야수      | 와카마쓰 쓰토무   | 야쿠르트    | 7           |
| 외야수      | 야마모토 고지     | 히로시마    | 6           |
| 외야수      | 시바타 이사오     | 요미우리    | 12          |
| 외야수      | 하리모토 이사오   | 요미우리    | 19          |
| 외야수      | 다카기 요시카즈   | 다이요      | 2           |
| 외야수      | A. 가렛           | 히로시마    | 첫 출장     |

| 퍼시픽 리그 | 퍼시픽 리그       | 퍼시픽 리그 | 퍼시픽 리그 |
| ----------- | ----------------- | ----------- | ----------- |
| 감독        | 우에다 도시하루   | 한큐        |             |
| 코치        | 히로세 요시노리   | 난카이      |             |
| 코치        | 도쿠타케 사다유키 | 롯데        |             |
| 코치        | 나카타 요시히로▲  | 한큐        |             |
| 투수        | 다카하시 나오키   | 닛폰햄      | 3           |
| 투수        | 사에키 가즈시     | 닛폰햄      | 3           |
| 투수        | 무라타 조지       | 롯데        | 6           |
| 투수        | 히가시오 오사무   | 크라운      | 5           |
| 투수        | 후지타 마나부     | 난카이      | 2           |
| 투수        | 스즈키 게이시     | 긴테쓰      | 12          |
| 투수        | 야나기다 유타카   | 긴테쓰      | 첫 출장     |
| 투수        | 야마다 히사시     | 한큐        | 7           |
| 투수        | 야마구치 다카시   | 한큐        | 4           |
| 투수        | 사토 요시노리     | 한큐        | 첫 출장     |
| 포수        | 가토 도시오       | 닛폰햄      | 4           |
| 포수        | 아리타 슈조       | 긴테쓰      | 2           |
| 포수        | 나카자와 신지     | 한큐        | 3           |
| 1루수       | 가시와바라 준이치 | 닛폰햄      | 첫 출장     |
| 2루수       | 도미타 마사루     | 닛폰햄      | 2           |
| 3루수       | 후루야 히데오     | 닛폰햄      | 첫 출장     |
| 유격수      | 스가노 미쓰오     | 닛폰햄      | 첫 출장     |
| 내야수      | 가토 히데지       | 한큐        | 7           |
| 내야수      | B. 마르카노       | 한큐        | 3           |
| 내야수      | 시마타니 긴지     | 한큐        | 4           |
| 내야수      | 마유미 아키노부   | 크라운      | 첫 출장     |
| 내야수      | 아리토 미치요     | 롯데        | 9           |
| 내야수      | 후지와라 미쓰루   | 난카이      | 3           |
| 외야수      | B. 미첼           | 닛폰햄      | 첫 출장     |
| 외야수      | 후쿠모토 유타카   | 한큐        | 8           |
| 외야수      | 센도 미키오       | 닛폰햄      | 첫 출장     |
| 외야수      | 구리하시 시게루   | 긴테쓰      | 첫 출장     |
| 외야수      | 사사키 교스케     | 긴테쓰      | 2           |
| 외야수      | 도이 마사히로     | 크라운      | 14          |
| 외야수      | 미노다 고지       | 한큐        | 첫 출장     |

- 굵은 글씨는 팬 투표로 선출된 선수.

## 올스타전 경기 결과

### 1차전

#### 스코어
| 팀 | 1 | 2 | 3 | 4 | 5 | 6 | 7 | 8 | 9 | R | H  | E |
| 퍼시픽 | 0 | 0 | 0 | 0 | 3 | 0 | 0 | 0 | 2 | 5 | 12 | 0 |
| 센트럴 | 0 | 3 | 0 | 2 | 1 | 0 | 0 | 1 | X | 7 | 7  | 0 |
| 승리 투수: 마쓰바라 아키오(히로시마) 패전 투수: 다카하시 나오키(닛폰햄) 홈런: 퍼시픽 – 바비 미첼(닛폰햄·9회 1점) 센트럴 – 아드리안 가렛(히로시마·2회 3점, 4회 2점, 8회 1점) |   |   |   |   |   |   |   |   |   |   |    |   |

#### 출장 선수
| 퍼시픽 | 퍼시픽 | 퍼시픽          |
| 타순   | 수비   | 선수            |
| ------ | ------ | --------------- |
| 1      | (중)   | 후쿠모토 유타카 |
| 2      | (우)   | 미노다 고지     |
| 3      | (一)   | 가토 히데지     |
| 4      | (좌)   | 도이 마사히로   |
| 5      | (二)   | B. 마르카노     |
| 6      | (유)   | 아리토 미치요   |
| 7      | (三)   | 시마타니 긴지   |
| 8      | (포)   | 가토 도시오     |
| 9      | (투)   | 다카하시 나오키 |

| 센트럴 | 센트럴 | 센트럴            |
| 타순   | 수비   | 선수              |
| ------ | ------ | ----------------- |
| 1      | (二)   | D. 힐튼           |
| 2      | (우)   | 와카마쓰 쓰토무   |
| 3      | (중)   | 야마모토 고지     |
| 4      | (一)   | 오 사다하루       |
| 5      | (포)   | 다부치 고이치     |
| 6      | (三)   | 가케후 마사유키   |
| 7      | (좌)   | A. 가렛           |
| 8      | (유)   | 야마시타 다이스케 |
| 9      | (투)   | 마쓰바라 아키오   |

#### 수상 선수
MVP
- 아드리안 가렛(히로시마)

### 2차전

#### 스코어
| 팀                                                                                                | 1 | 2 | 3 | 4 | 5 | 6 | 7 | 8 | 9 | R | H  | E |
| 퍼시픽                                                                                            | 2 | 0 | 0 | 0 | 1 | 0 | 3 | 3 | 0 | 9 | 16 | 0 |
| 센트럴                                                                                            | 0 | 0 | 0 | 0 | 0 | 0 | 0 | 0 | 0 | 0 | 4  | 1 |
| 승리 투수: 야마다 히사시(한큐) 패전 투수: 야마모토 가즈유키(한신) 세이브: 히가시오 오사무(크라운) |   |   |   |   |   |   |   |   |   |   |    |   |

#### 출장 선수
| 퍼시픽 | 퍼시픽 | 퍼시픽            |
| 타순   | 수비   | 선수              |
| ------ | ------ | ----------------- |
| 1      | (중)   | 후쿠모토 유타카   |
| 2      | (우)   | 미노다 고지       |
| 3      | (二)   | B. 마르카노       |
| 4      | (좌)   | 도이 마사히로     |
| 5      | (三)   | 시마타니 긴지     |
| 6      | (一)   | 가시와바라 준이치 |
| 7      | (유)   | 마유미 아키노부   |
| 8      | (포)   | 나카자와 신지     |
| 9      | (투)   | 야마다 히사시     |

| 센트럴 | 센트럴 | 센트럴            |
| 타순   | 수비   | 선수              |
| ------ | ------ | ----------------- |
| 1      | (二)   | D. 힐튼           |
| 2      | (우)   | 와카마쓰 쓰토무   |
| 3      | (중)   | 야마모토 고지     |
| 4      | (一)   | 오 사다하루       |
| 5      | (포)   | 다부치 고이치     |
| 6      | (三)   | 가케후 마사유키   |
| 7      | (좌)   | A. 가렛           |
| 8      | (유)   | 고노 가즈마사     |
| 9      | (투)   | 야마모토 가즈유키 |

#### 수상 선수
MVP
- 미노다 고지(한큐)

### 3차전

#### 스코어
| 팀 | 1 | 2 | 3 | 4 | 5 | 6 | 7 | 8 | 9 | R | H  | E |
| 센트럴 | 0 | 0 | 0 | 1 | 5 | 0 | 0 | 2 | 0 | 8 | 9  | 1 |
| 퍼시픽 | 0 | 2 | 0 | 1 | 0 | 0 | 0 | 0 | 2 | 5 | 10 | 0 |
| 승리 투수: 노무라 오사무(다이요) 패전 투수: 사에키 가즈시(닛폰햄) 세이브: 에나쓰 유타카(히로시마) 홈런: 센트럴 – 가케후 마사유키(한신·4회 1점, 5회 1점, 8회 1점), 야마모토 고지(히로시마·8회 1점) 퍼시픽 – 후지와라 미쓰루(난카이·2회 2점) |   |   |   |   |   |   |   |   |   |   |    |   |

#### 출장 선수
| 센트럴 | 센트럴 | 센트럴          |
| 타순   | 수비   | 선수            |
| ------ | ------ | --------------- |
| 1      | (중)   | 시바타 이사오   |
| 2      | (二)   | D. 힐튼         |
| 3      | (三)   | 가케후 마사유키 |
| 4      | (우)   | 오 사다하루     |
| 5      | (一)   | 다부치 고이치   |
| 6      | (좌)   | A. 가렛         |
| 7      | (유)   | 고노 가즈마사   |
| 8      | (포)   | 오야 아키히코   |
| 9      | (투)   | 고바야시 시게루 |

| 퍼시픽 | 퍼시픽 | 퍼시픽          |
| 타순   | 수비   | 선수            |
| ------ | ------ | --------------- |
| 1      | (중)   | 후쿠모토 유타카 |
| 2      | (우)   | 미노다 고지     |
| 3      | (一)   | 가토 히데지     |
| 4      | (좌)   | B. 미첼         |
| 5      | (유)   | 아리토 미치요   |
| 6      | (二)   | 도미타 마사루   |
| 7      | (三)   | 후지와라 미쓰루 |
| 8      | (포)   | 아리타 슈조     |
| 9      | (투)   | 무라타 조지     |

#### 수상 선수
MVP
- 가케후 마사유키(한신)

## 같이 보기
- 일본 야구 기구
- 일본 프로 야구 올스타전